# Красотки в молоке
«Красотки в молоке» (англ. Cow Belles) — американо-канадская молодёжно-семейная кинокомедия 2006 года выпуска, снятая режиссёром Фрэнсин МакДугалл. В главных ролях Элисон и Аманда Мичалка. Премьера фильма в США состоялась на Disney Channel 24 марта 2006 года, фильм посмотрели 5,800 тыс. зрителей. В России премьера фильма состоялась 2 октября 2010 года.

## Сюжет
Главные герои фильма — богатые и избалованные сёстры Каллум — Тейлор (Элисон Мичалка) и Кортни (Аманда Мичалка). Их отец — бизнесмен, владелец молочной фабрики «Каллум» — Рид (Джек Коулман).
Тейлор только что получила права на вождение машины, Кортни готовится к своему первому выпускному балу вместе со своими подругами, выбирая себе платье. Всё вроде бы идёт хорошо. Но однажды девушки, отправляясь в поход по магазинам на новом автомобиле, подаренном Ридом Тэйлор, оставляют полотенце на включённой плите, которое вызвавает пожар. Но пожар девушки обнаружили уже только по возвращении домой, когда возле их дома были пожарные машины. После пожара отец девушек решает, что его дочери должны сами начать зарабатывать на жизнь и понять каким трудом всё зарабатывается и создаётся. Девушкам приходится работать на фабрике их отца, к тому же Рид блокирует счета сестёр. Девушки начинают работать на молочной фабрике отца. Им приходится нелегко на фабрике: каждый раз они попадали в какую-нибудь нелепую ситуацию.

## В ролях
| Актёр          | Роль          |
| -------------- | ------------- |
| Элисон Мичалка | Тейлор Каллум |
| Аманда Мичалка | Кортни Каллум |
| Джек Коулман   | Рид Каллум    |
| Майкл Тревино  | Джексон Мид   |
| Крис Галлингер | Филлип        |
| Шейла Маккарти | Фрэн Уокер    |
| Пола Бранкати  | Сара Ван Дайк |

- Фильм был снят в Торонто (провинция Онтарио, Канада)[2].
- Сестёр Каллум сыграли реальные сёстры — Элисон и Аманда Мичалка.